# جيم شي
جيم شي (بالإنجليزية: Jim Shea)‏ هو قاضي ومحامي أمريكي، ولد في 13 أبريل 1966 في بوتي في الولايات المتحدة.

## وصلات خارجية
- الموقع الرسمي